# Старинов Ілля Григорович
Старинов Ілля Григорович (2 серпня (20 липня за н.с.) 1900, Войново, Болховський повіт, Орловська губернія, Російська імперія —18 листопада 2000, Москва, РФ) — радянський військовий діяч, один із засновників мінно-диверсійного напряму в бойовій діяльності партизанських підрозділів та військ спеціального призначення, полковник (1938). Професор (1984).

## Життєпис

### Походження
Народився в с. Войново (нині село Болховського району Орловської області, РФ) в сім'ї залізничника. Навчався в 4-річній школі в с. Завідово (нині село Конаковського району Тверської обл., РФ). Працював на фабриках м. Твер (нині місто в РФ). 

### Громадянська війна в Росії
У жовтні 1917 — член бойової дружини Тверської ради робітничих і солдатських депутатів. У липні 1918 був призваний Болховським військкоматом до Червоної армії. Служив у 20-му полку 3-ї стрілецької дивізії, брав участь у боях на Південному фронті. 

### Міжвоєнний період
У вересні 1921 — вересні 1922 навч. у Воронезькій школі військових залізничників-техніків. З осені 1924 — командир роти 4-го Коростенського залізничного полку. В 1925—28 — один з інструкторів з підготовки підривників груп «загородження», створених за ініціативою наркома з військових і морських справ СРСР М.Фрунзе згідно із впроваджуваною в СРСР «теорією малої війни». 
З 1929 — інструктор з диверсійної підготовки Київської розвідувально-диверсійної партизанської школи, яку очолював М.Кочегаров, навчальних пунктів Державного політичного управління УСРР. З грудня 1930 служив у 4-му (розвідувальному) відділі штабу Українського військового округу, відповідав за підготовку партизанів-диверсантів у спецшколах Києва, Харкова, Куп'янська, одночасно займався вдосконаленням міннопідривних засобів та методів їх використання. Тільки в Українській військовій окрузі було підготовлено понад 80 організаторських та диверсійних груп загальною чисельністю понад 600 осіб, здатних діяти в тилу ворога. З березня 1932 — начальник розвідувального пункту Українського військового округу в м. Тираспіль. 
З березня 1933 — співробітник відділу з підготовки диверсійних кадрів 4-го (розвідувального) управління Штабу Червоної армії, який очолювала М.Сахновська. Займався диверсійною підготовкою агентури Інтернаціоналу Комуністичного, членів іноземних комуністичних партій (В.Пік, П.Тольятті, О.Завадський та ін.). У вересні 1933 — травні 1935 навчався у Військово-транспортній академії Червоної армії. 
З травня 1935 — заступник коменданта ст. Ленінград-Московська, одночасно викладав курс із техніки «загороджувальних робіт» на дорогах на військово-транспортному ф-ті Ленінгр. ін-ту інженерів шляхів сполучень. 

### Війна в Іспанії
У листопаді 1936 — листопаді 1937 — у групі радянських радників Народної армії Іспанії, безпосередньо підпорядковувався Я.Берзіну. Пройшов шлях від радника диверсійної групи до радника командира 14-го партизанського корпусу Д.Унгрії. З лютого 1938 — начальник Центрального науково-випробувального полігону залізничних військ, ініціював створення спеціальної лабораторії для конструювання мін різного призначення. Підготував кандидатську дисертацію на тему: «Мінування залізниці». 

### В другій світовій війні
З листопада 1939 — нач. групи розмінування на Карельському перешийку під час радянсько-фінляндської війни 1939—1940. Був важко поранений, отримав інвалідність. З серпня 1940 — нач. відділу мінування та загородження Головного інженерного управління Червоної армії. Організував курси з підготовки фахівців мінно-підривної справи в Нахабіно (нині селище міського типу Московської області, РФ).
З липня 1941 — начальник Оперативної групи по мінно-загороджувальних роботах, одночасно — начальник Оперативного навчального центру Західного фронту. У вересні 1941 — начальник оперативно-інженерної групи Південно-Західного фронту (5 інженерно-загороджувальних батальйонів та 5 оперативних груп). Попередня робота з мінування об'єктів у м. Харків привела до знищення радіокерованою міною в листопаді 1941 командування 68-ї дивізії Вермахту та Харківського гарнізону, очолюваного генерал-майором Г. фон Брауном. Інші заміновані об'єкти (два віадуки, будівля Харківського військового округу та ін.) не спрацювали через несправність або виявлення мін ворогом. У Києві, Чернігові та Орлі (нині місто в РФ) намагався відновити підготовку диверсантів. 
З листопада 1941 — заступник начальника штабу інженерних військ Червоної армії, з грудня 1941 — начальник оперативно-інженерної групи Південного фронту. Сформував 5 інженерних батальйонів. До їх складу входило чимало колишніх бійців Народної армії Іспанії. У лютому 1942 організував та особисто очолював диверсійні «льодові» рейди через Таганрозьку затоку. 
З квітня 1942 — командир 5-ї окремої інженерної бригади спеціального призначення Калінінського фронту. У серпні 1942 — начальник Вищої оперативної школи особливого призначення Центрального штабу партизанського руху, водночас керував розробкою масштабних диверсійних операцій на Кавказі (у тил ворога було десантовано 16 диверсійних груп). З березня 1943 — член Військової ради Південно-Західного фронту по організації диверсій у тилу ворога. 
З травня 1943 як заступник начальника Українського штабу партизанського руху організував відділ планування диверсійних операцій та підготовки диверсантів, формував диверсійні підрозділи партизанських з'єднань. Одним із головних завдань партизанів бачив знищення ешелонів ворога — «війну на рейках». Не раз дискутував з вищим командуванням Червоної армії щодо безперспективності масової операції з підриву залізничних колій — т. зв. рейкової війни (див. «Рейкова війна»). З квітня 1944 — заступник начальника Польського штабу партизанського руху, займався розгортанням радянських партизанських загонів та диверсійних груп в окупованій нацистами Польщі. З липня 1944 як начальник радянської місії в Югославії (дислокувалася в Бухаресті; Румунія) організовував взаємодію військ Червоної армії та підрозділів Національно-визвольної армії Югославії. З лютого 1945 — начальник оперативно-інженерної групи фронтового підпорядкування з розмінування доріг Німеччини. З листопада 1945 — заступник начальника 20-го управління залізничних військ Червоної армії, яке дислокувалося в м. Львів, очолював роботи з розмінування залізниці, організовував протидиверсійні заходи щодо охорони доріг від підрозділів Української повстанської армії.

### Після Другої світової війни
З вересня 1946 — начальник кафедри тилу Військового інституту МВС СРСР. У 1950-х рр. — один з організаторів військ спеціального призначення Головного розвідувального управління Генштабу СРСР, розробив стратегію і тактику їх використання, створив десятки зразків спецтехніки. З січня 1956 — у відставці.
З 1957 — старший науковий співробітник Інституту марксизму-ленінізму при ЦК КПРС, 1964—87 — викладач тактики диверсій Курсів удосконалення офіцерського складу КДБ при РМ СРСР, інших спеціальних навчальних закладів. З 1984 — професор по спеціальних дисциплінах. Автор понад 150 наукових праць, спогадів.
Нагороджений 2-ма орденами Леніна, 5-ма орденами Бойового Червоного Прапора, орденами Вітчизн. війни 2-го ст., Дружби народів, Жовтневої революції, Мужності, численними медалями СРСР, Чехословаччини, Польщі, Югославії, Німеччини, Іспанії.
Помер у м. Москва, похований на Троєкуровському кладовищі.

## Творча спадщина
- Старинов И. Г. Партизанское движение в Великой Отечественной войне: Курс лекций. — М.: [б. и.], 1949. — 123 с.
- Эпов Б. А., Старинов И. Г. Мины в тылу врага. — М.: Воениздат, 1963. — 104 с.
- Старинов И. Г. Мины ждут своего часа. — М.: Воениздат, 1964. — 224 с. — (Военные мемуары).
- Старинов И. Г. Пройди незримым. — М.: Молодая гвардия, 1988. — 271 с. — ISBN 5-235-00008-0.
- Старинов И. Записки диверсанта // Альманах «Вымпел». — М., 1997. — № 3.
- Старинов И. Мины замедленного действия: размышления партизана-диверсанта // Альманах «Вымпел». — М., 1999. — № 1.
- Старинов И. Солдат столетия. — 2000. — 191 с. — (Герои Отечества).
- Старинов И. Взрывы в Харькове // Диверсанты Второй мировой / Ред.-сост. Г. Пернавский. — М.: Яуза, Эксмо, 2008. — С. 58—121. — 352 с. — (Военно-исторический сборник). — 5000 экз. — ISBN 978-5-699-31043-2.
- Старинов И. Г. Операция прошла успешно // В боях за Харьковщину. Воспоминания участников Великой Отечественной войны / Ред. И. Ф. Щербинин. — Харьков: Харьковское книжное издательство, 1963. — С. 93—107. — 396 с. — 6000 экз.
- Пятницкий В. И., Старинов И. Г. Разведшкола № 005. История партизанского движения. Харвест, 2005. ISBN 5-17-013599-8, 985-13-2679-8.
- Старинов И. Г. Заместитель по диверсиям: бог диверсий Советской империи. — М.: Яуза : Эксмо, 2005. — 381 с. — (Герои тайной войны).; ISBN 5-699-09083-5.
- Старинов И. Г. Супердиверсант Сталина. Мины ждут своего часа. — М.: Яуза : Эксмо, 2004. — 380 с. — (Герои тайной войны).; ISBN 5-699-07523-2.
- Старинов И. Г. Белофинские мины и ловушки и борьба с ними — Л.: Военно-транспортная академия РККА им. Л. М. Кагановича, 1940. — 32 с.
- Старинов И. Г. Фронт без командования. // Новая и новейшая история. — 1990. — № 3.
- Старинов И. Г. О войне в тылу врага. // Вопросы истории КПСС. — 1990. — № 5.